# Thaulow-Museum
Das Thaulow-Museum war in Kiel von 1878 bis 1920 ein Sammlermuseum und danach bis 1944 das erste Schleswig-Holsteinische Landesmuseum.

## Geschichte des Gebäudes

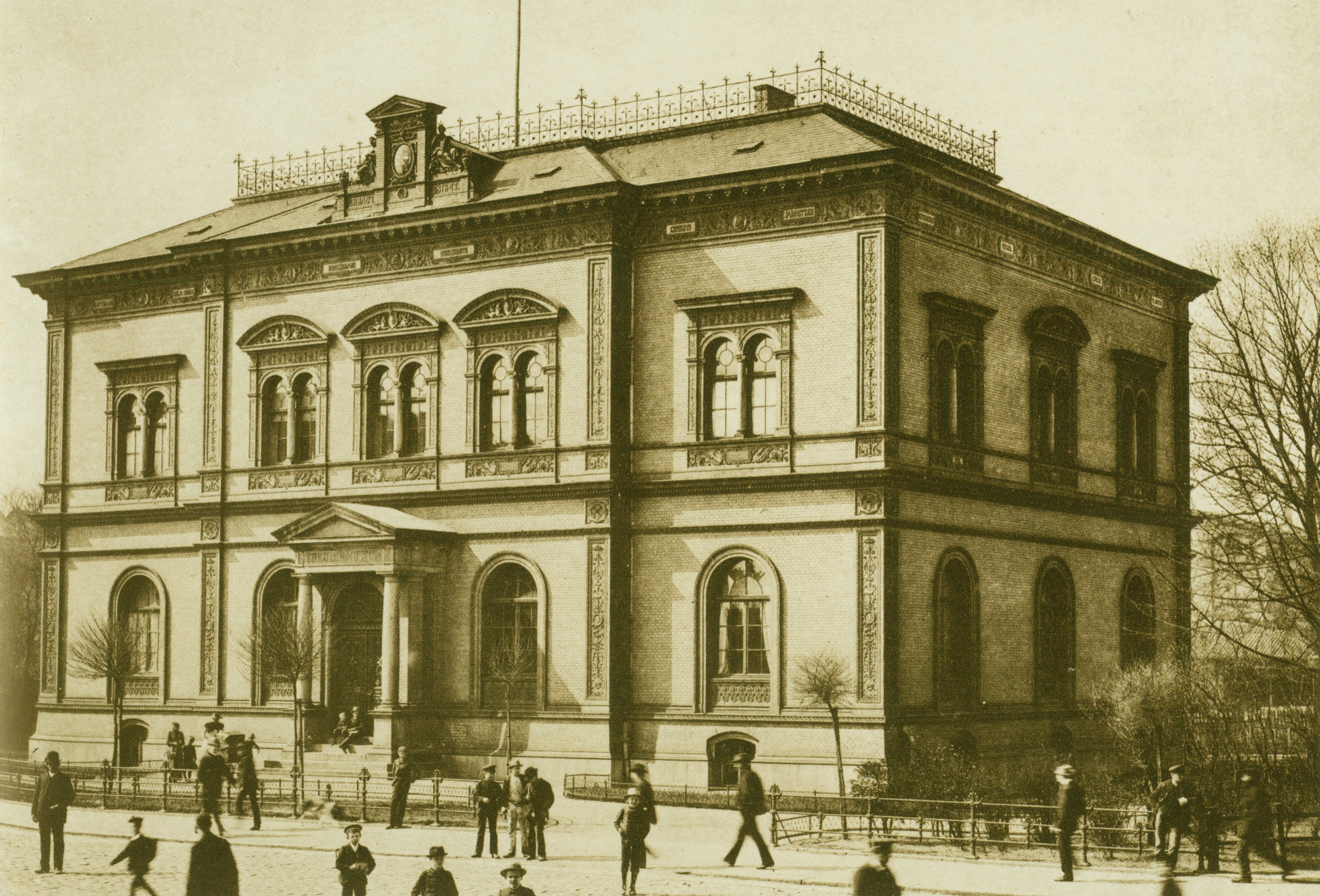
1893 – Blickrichtung Südwesten – Thaulow-Museum

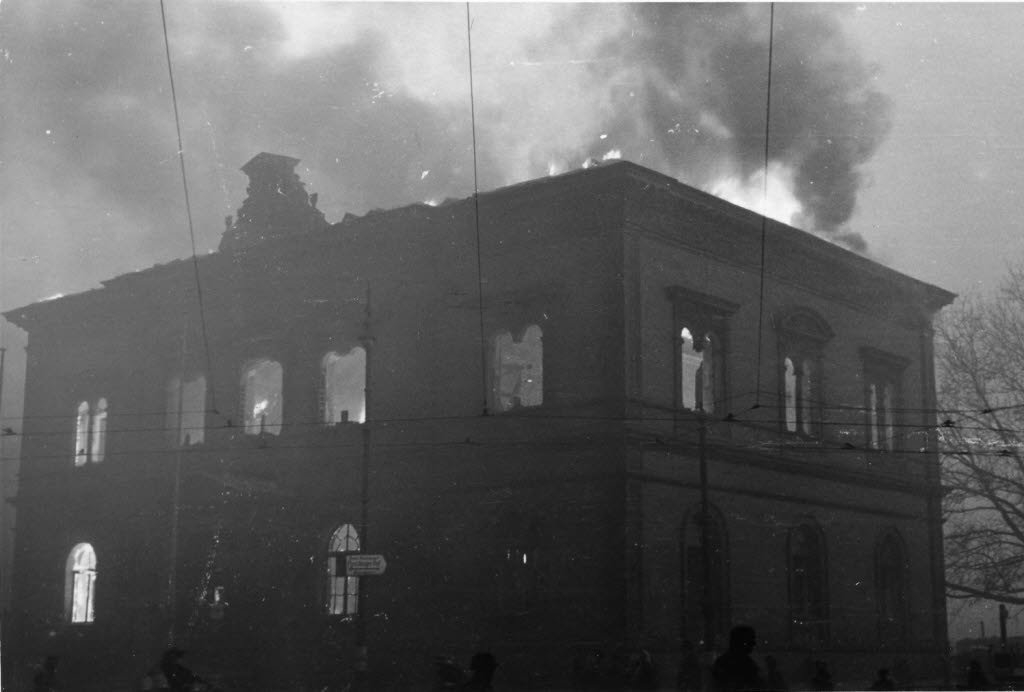
4. Januar 1944 – Blickrichtung Südwesten – Luftangriff auf Thaulow-Museum

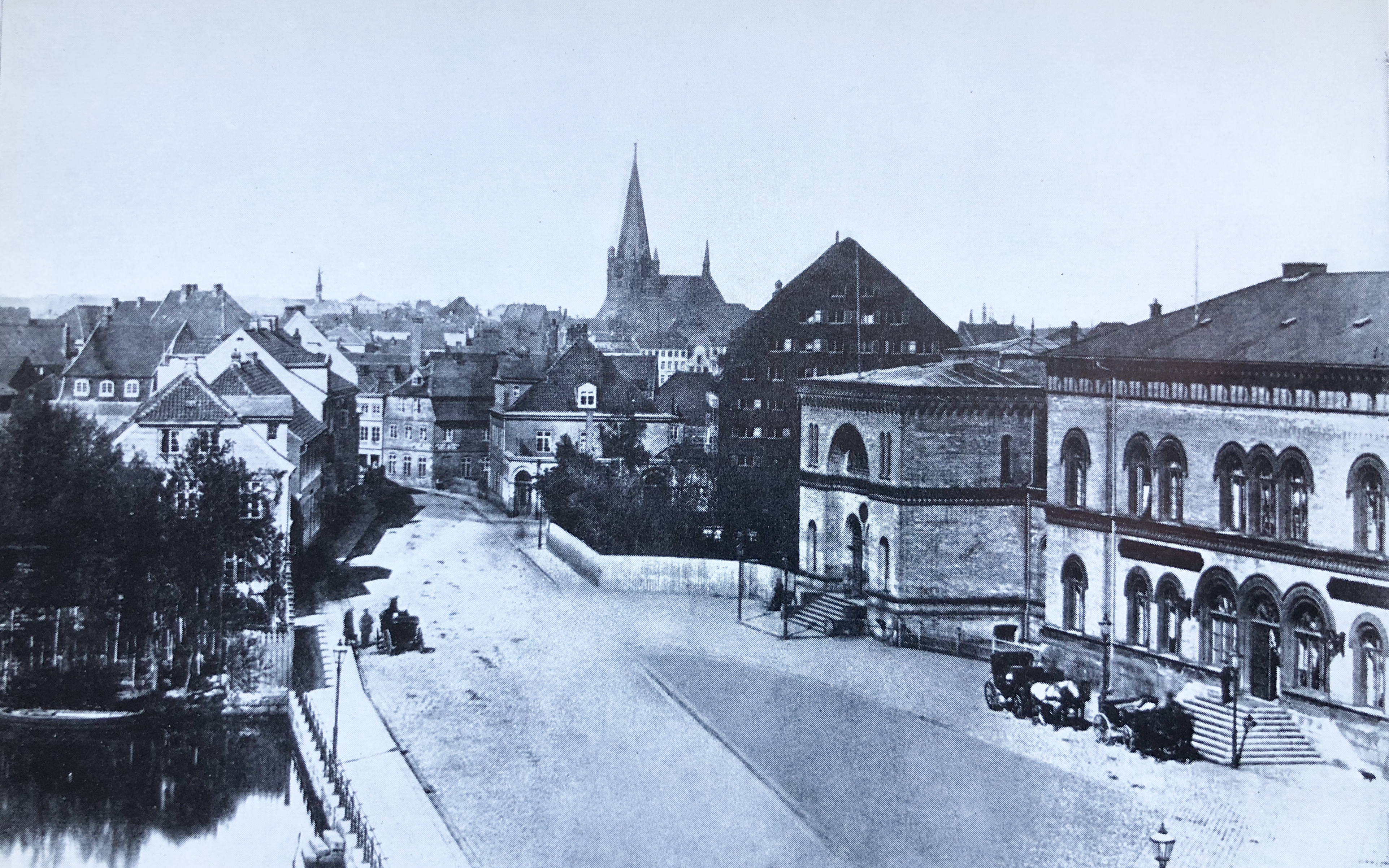
1865 – links der spätere Standort des Thaulow-Museums: Der Ziegelteich vor seiner Zuschüttung, am Horizont links der Dachreiter der Heiligengeistkirche (1242–1945), in Bildmitte am Horizont die Nikolaikirche (1242-heute), rechts am Bildrand der Kieler Bahnhof (1843–1905)

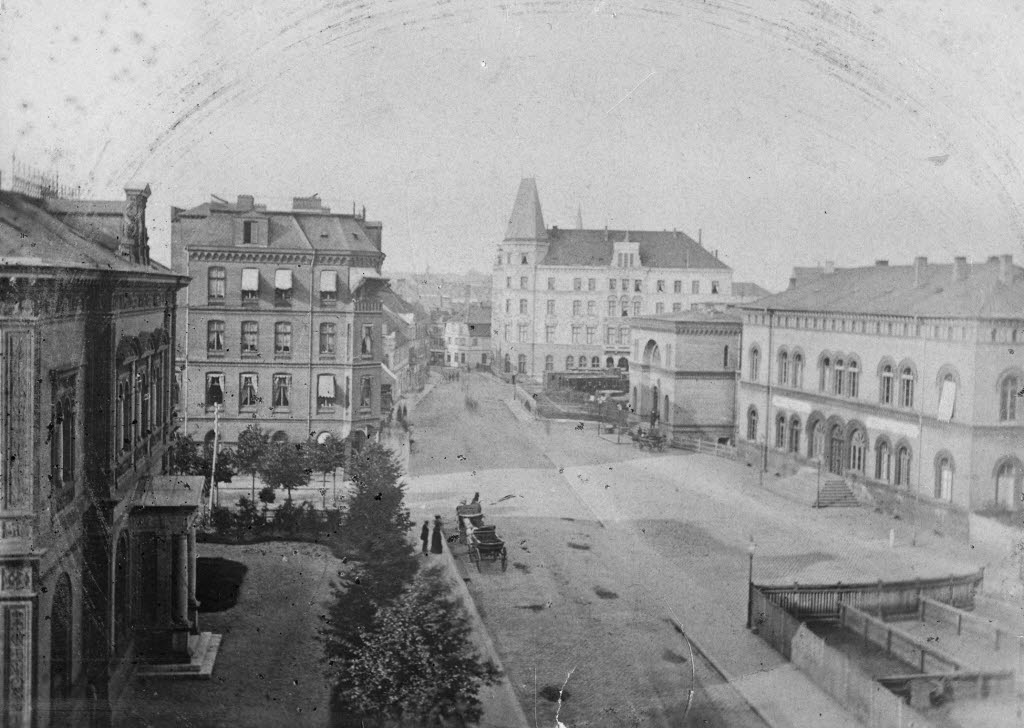
1885 – links das Thaulow-Museum, rechts der Kieler Bahnhof (1843–1905)

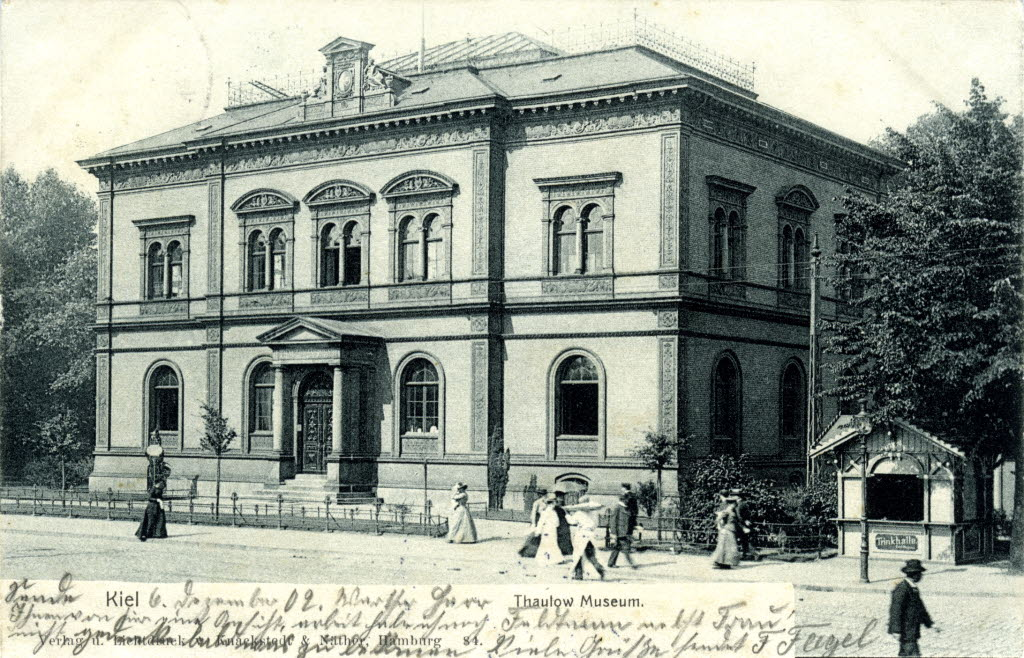
1900 – Thaulow-Museum, Blickrichtung Südwesten

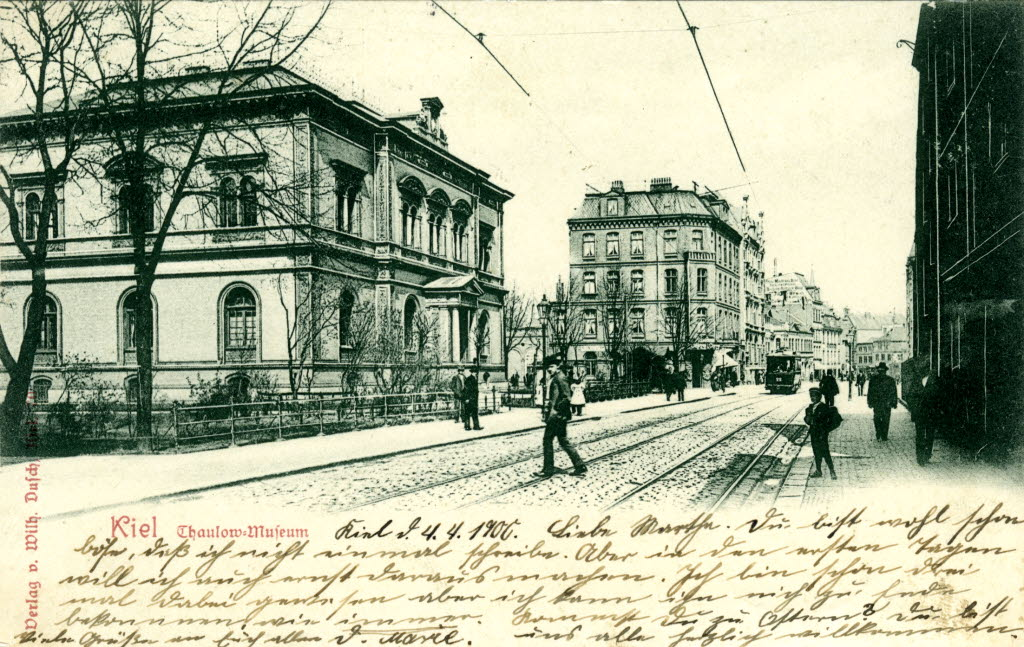
1900 – Blick gen Norden, links das Thaulow-Museum

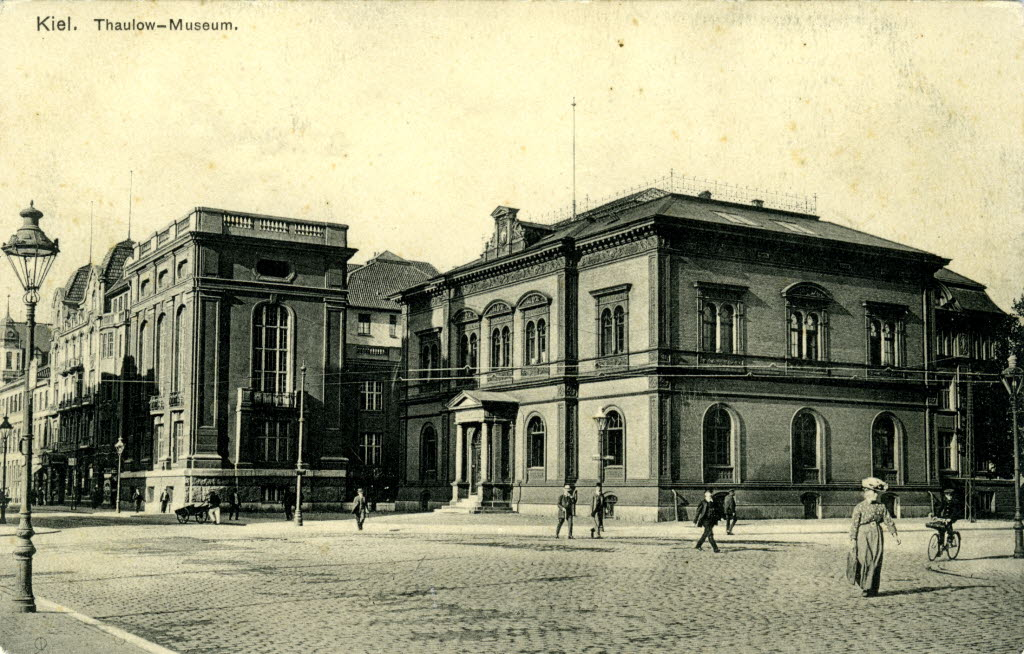
1910 – Thaulow-Museum, Blickrichtung Süden

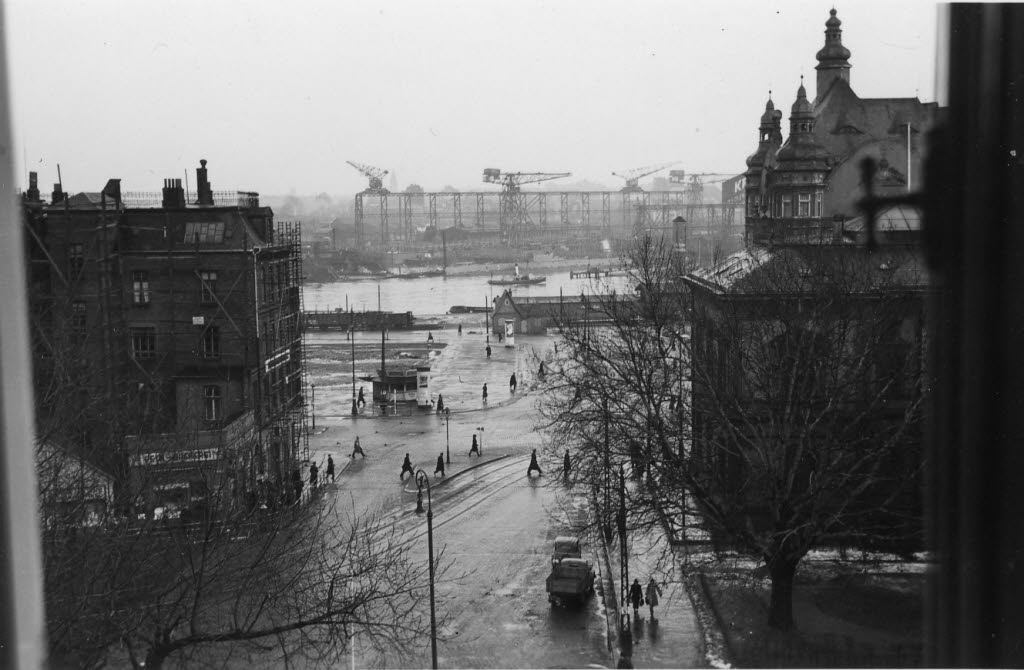
1938 – Blickrichtung Osten/Kaistraße. Im Vordergrund rechts das Thaulowmuseum und im Hintergrund die Friedrich Krupp Germania-Werft

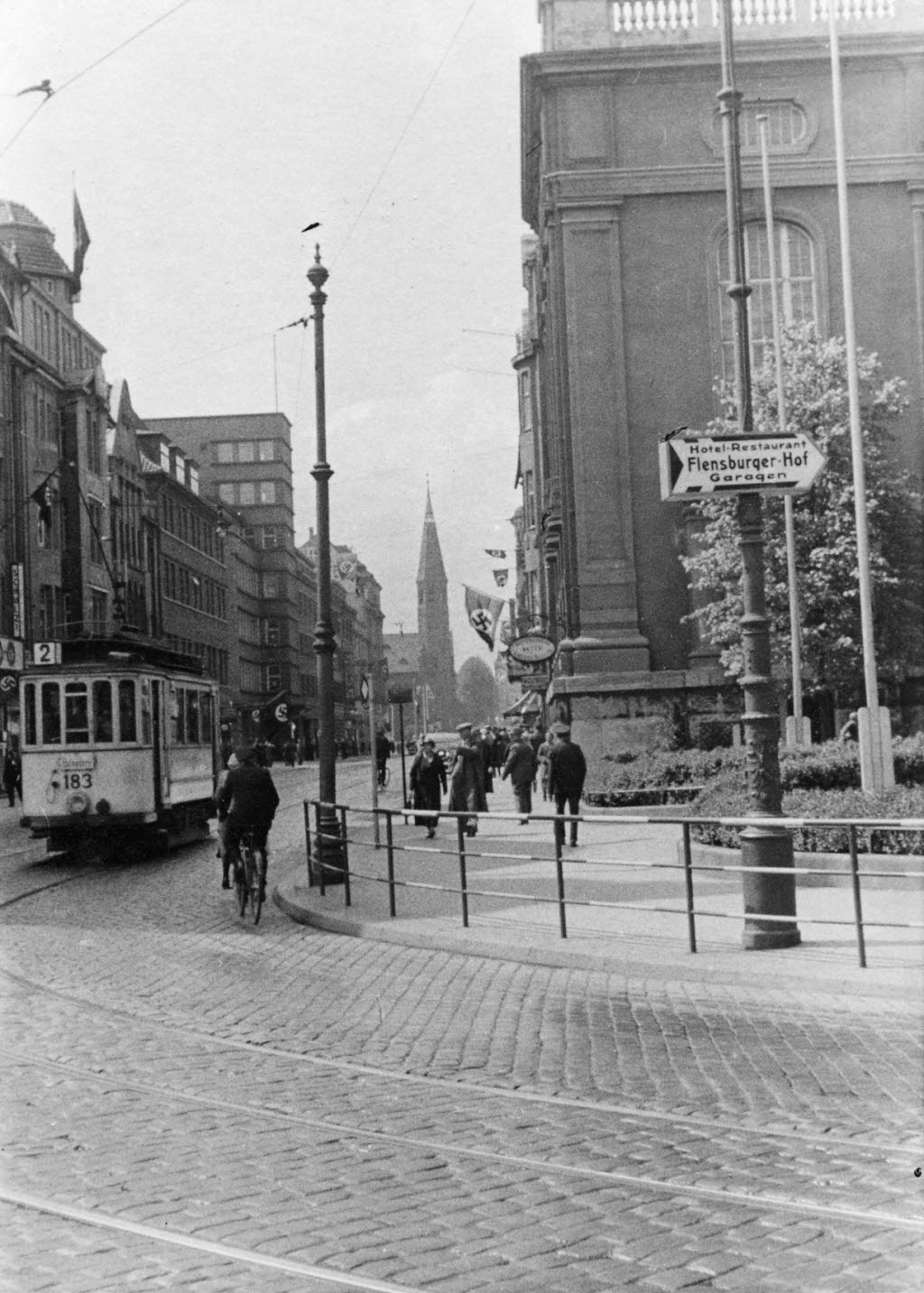
1938 – Blickrichtung Süden/Hauptbahnhof. Im Bild links eine Straßenbahn der Linie 2 und rechts das Thaulow-Museum. Im Hintergrund die St. Jürgenkirche (1904–1945)

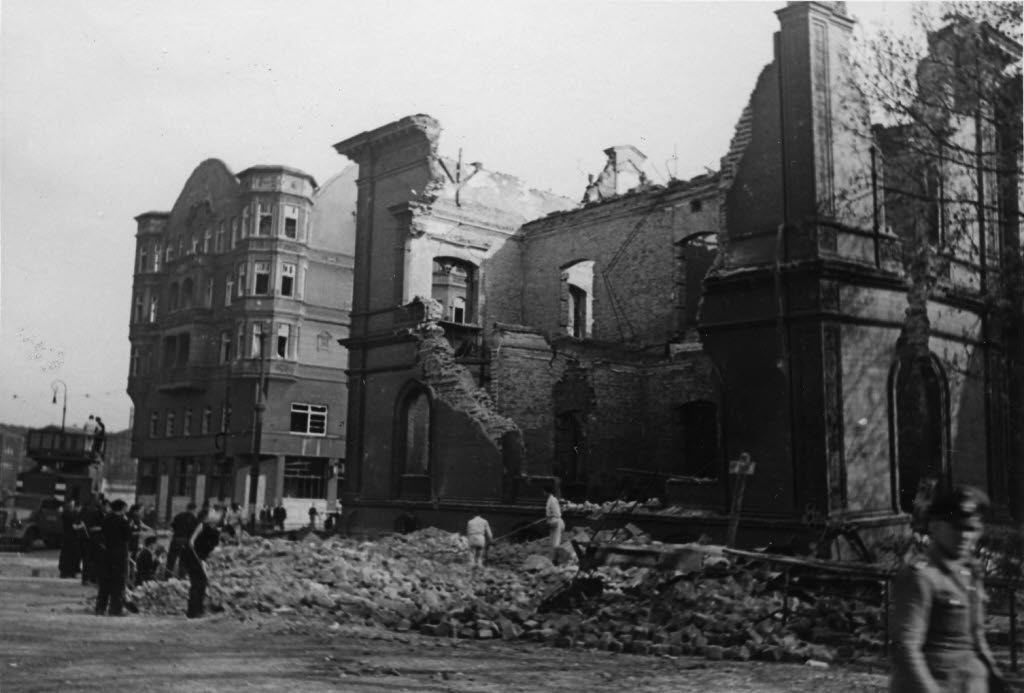
19. Mai 1944 – Blickrichtung Osten – Thaulow-Museum

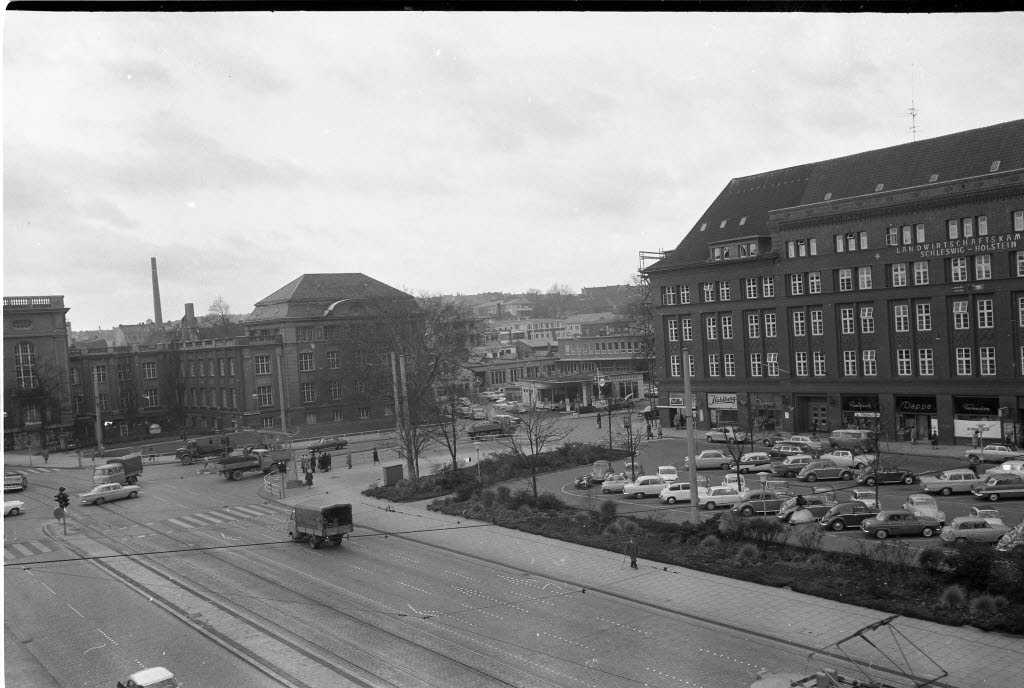
1963 – Blickrichtung Süden, links das Thaulow-Museum

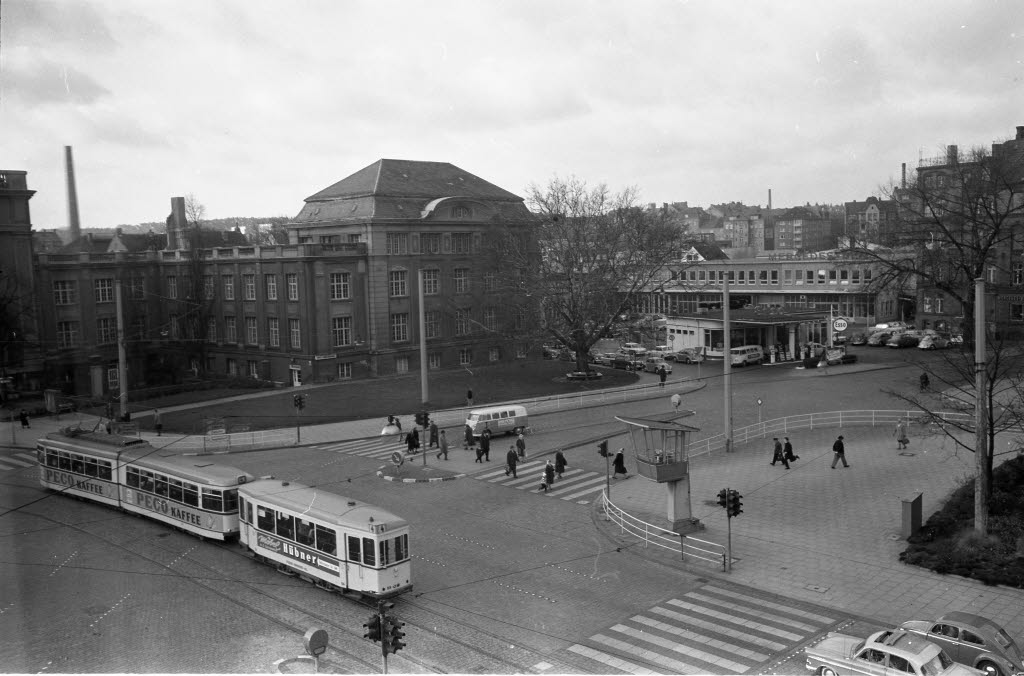
1963 – Blickrichtung Südwesten, Erweiterungsbau des ehemaligen Thaulow-Museums in der linken Bildhälfte, davor eine Tankstelle in der Straße Ziegelteich

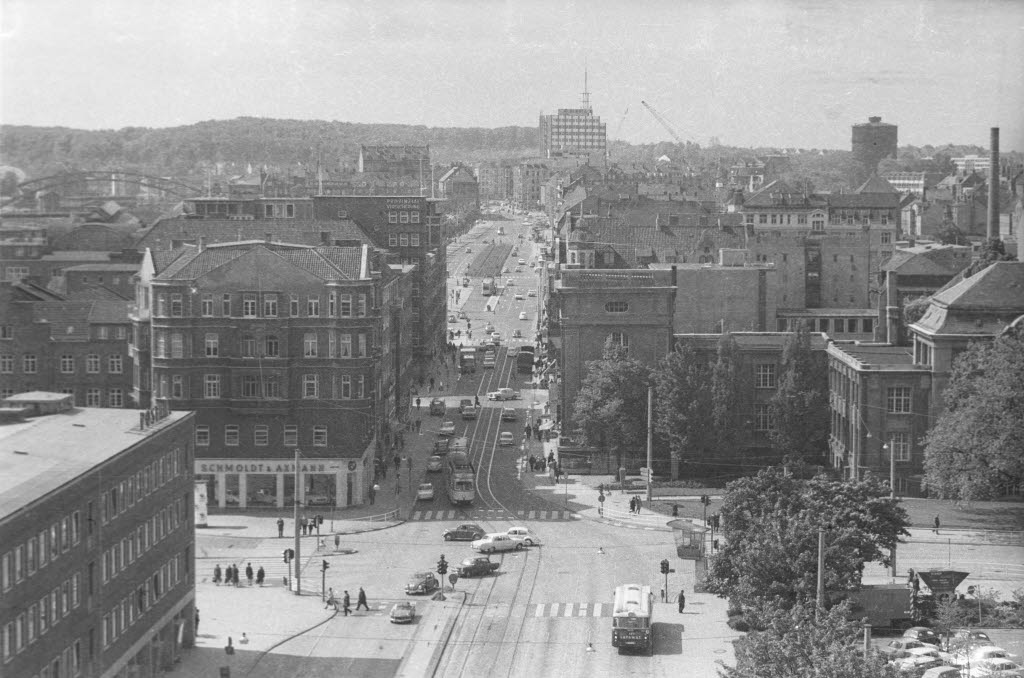
1968 – Blickrichtung Süden, rechte Bildhälfte Erweiterungsbau des ehemaligen Thaulow-Museums

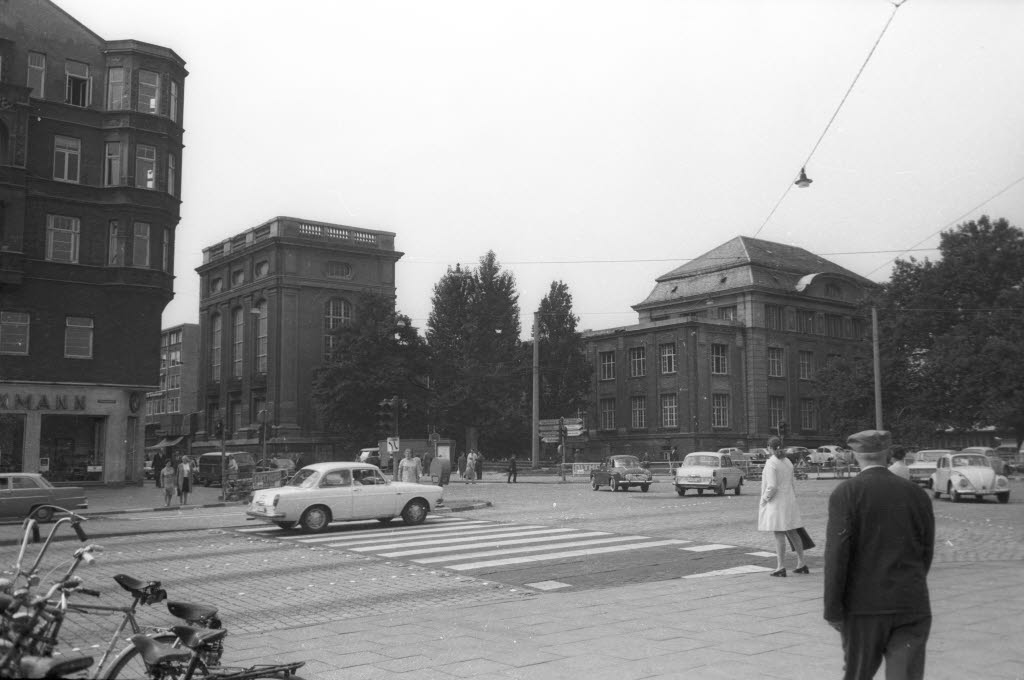
August 1970 – Blickrichtung Südwest, Blick vom Hauptpostamt über die Kreuzung Stresemannplatz. Links am Sophienblatt das Nebengebäude des Museums mit dem Alten Landeskeller

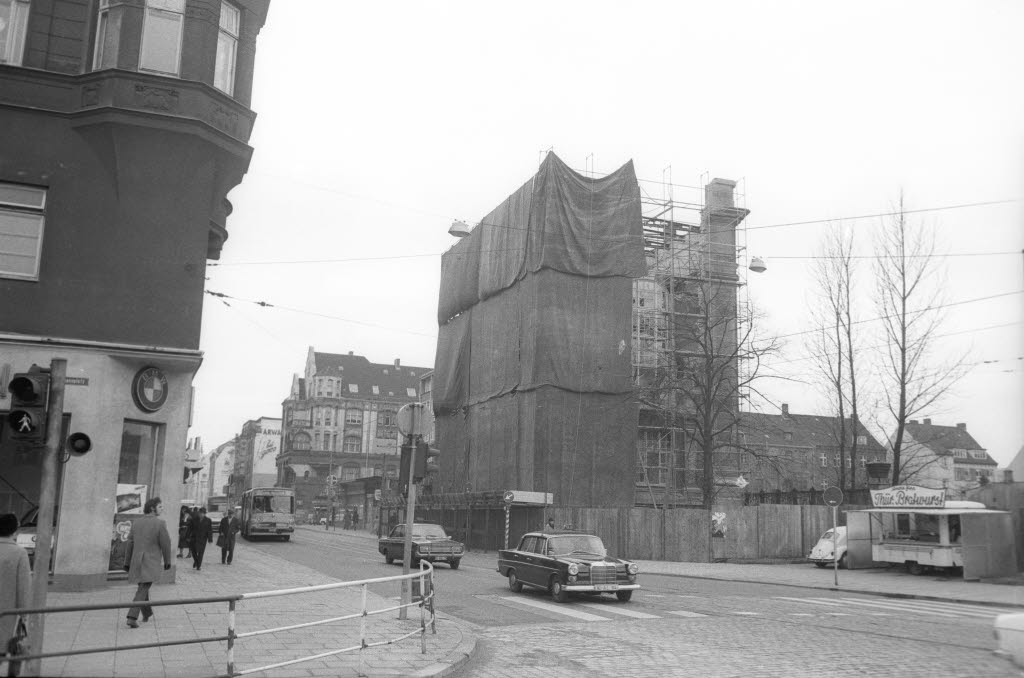
1970 – Blickrichtung Süden, Abriss des Nebengebäudes des Thaulow-Museums

Das Museumsgebäude wurde von 1875 bis 1878 im Auftrage der Provinz Schleswig-Holstein gebaut. Das von der Stadt Kiel dafür unentgeltlich zur Verfügung Grundstück befand sich in der Vorstadt auf dem Gelände des zugeschütteten Ziegelteiches, der beim Bau der Nikolaikirche entstanden war. Dies ist heutzutage der Bereich der Kreuzung Ziegelteich, Sophienblatt, Stresemannplatz, Holstenplatz, Andreas-Gayk-Straße.
Der Kieler Architekt Heinrich Moldenschardt, ein Schüler von Gottfried Semper, entwarf die zweistöckige Villa als historisierenden Backsteinbau mit Stilelementen der italienischen Renaissance in einer Terrakottagliederung. Dieser Altbau des Museums wurde am 5. Januar 1944 von Brandbomben getroffen und zerstört. Im Mai 1948 folgte der Abriss der Ruine.
Der 1911 errichtete Erweiterungsbau, der eine vier Mal so große Ausstellungsfläche bot wie der Altbau, blieb unter anderweitiger Nutzung bis 1970 erhalten, dann wurde er zugunsten eines Kaufhaus-Neubaus an der Ecke Sophienblatt/Ziegelteich abgerissen.

## Geschichte des Museums

Das Landkirchener Retabel, Ankauf von 1898, Aufnahme um 1900 vor der ersten Restaurierung 1903/05

Der Initiator und zugleich Namensgeber des Museums war der Kunstsammler Gustav Ferdinand Thaulow, Professor der Philosophie und Pädagogik an der Universität Kiel. Er hatte 1875 seine Sammlung der Provinzialregierung der Provinz Schleswig-Holstein als Schenkung angeboten, wenn sie diese in einem neuen Museumsgebäude unterbringt. Die Regierung stimmte dem am 3. November 1875 zu. Am 10. August 1878 wurde das Museum eröffnet. Schon bei der Eröffnung genügte die Ausstellungsfläche von 700 m² kaum aus, um die umfangreiche, jedoch nicht inventarisierte Sammlung des Stifters Gustav Ferdinand Thaulow aufnehmen zu können. Auch fehlte es an einer fachmännischen Leitung und an einem Kurator, sodass die Sammlung in Verfall geriet.
Von 1893 bis 1904 betrieb der Kunsthistoriker Adelbert Matthaei (1859–1924) eine intensive Reorganisation des Thaulow-Museums. Matthaei – Professor für Kunstgeschichte an der Universität Kiel – fand Unterstützung im Grafen Kurt von Reventlou zu Damp, dem Vorsitzenden des Provinziallandtages Schleswig-Holstein. Für die Reorganisationsmaßnahmen stand Matthaei ab 1898 Jürgen Haupt (1870–1958) als Museumsdirektor zur Seite. Haupt trat jedoch 1900 von seinem Amt zurück, als ein geplanter Erweiterungsbau scheiterte. Matthaei hatte wesentlichen Anteil am Ankauf des Landkirchener Retabels, einem spätgotischen Altaraufsatz aus dem Umfeld Bertrams von Minden. Im Frühjahr 1901 übernahm Gustav Brandt (1865–1919) die Leitung. In mehrjährigen Verhandlungen konnte Brandt mit Finanzierungsmitteln der Stadt Kiel und des Provinziallandtages den Erweiterungsbau schließlich realisieren. Das neue Gebäude, das einen Zuwachs des Vierfachen der ursprünglichen Ausstellungsfläche brachte, wurde am 14. Juni 1911 eingeweiht.
Nach dem Ende des Ersten Weltkriegs hatte der Vertrag von Versailles (1919) sowie der geänderte Grenzverlauf zwischen Deutschland und Dänemark durch die Volksabstimmung von 1920 in der Provinz Schleswig-Holstein eine neue Situation bewirkt. Darauf reagierte der Flensburger Ernst Sauermann (1880–1956), der 1920 Museumsdirektor wurde. Er entwickelte aus dem lokal orientierten Museum das Konzept für ein Landesmuseum, das die Volksbildung in Schleswig-Holstein stärker betonen sollte. Auch in der Zeit des Nationalsozialismus fanden im Museum Ausstellungen statt, so z. B. 1933 eine Ausstellung des Kieler Künstlervereins und 1937 Kunstschaffen in Kiel. Nach dem Beginn des Zweiten Weltkrieges ließ Sauermann 1940 die Bestände nach Ostholstein auslagern. Das Museum wurde in Kiel nicht wieder eröffnet. Seine kriegsbedingt ausgelagerten Sammlungen wurden ab 1948 in das Schloss Gottorf in Schleswig verbracht. Als Nachfolger des ehemaligen Thaulow-Museums wurde dort 1950 das neu eingerichtete Landesmuseum für Kunst und Kulturgeschichte eröffnet.

## Konzeptionen
Nach dem Willen des Stifters Gustav Ferdinand Thaulow sowie nach den Beschlüssen des Provinziallandtages Schleswig-Holstein zielte die anfängliche Konzeption des Museums in drei Richtungen:
1. Präsentation der schleswig-holsteinischen Kulturgeschichte
2. Bewahrung kunstgewerblicher Erzeugnisse
3. Kunstwissenschaftliche Lehrsammlung für die Universität Kiel.

Bei der Weiterentwicklung des Museums trat die Förderung der kunstgewerblichen Richtung in den Vordergrund, sodass der Name Thaulow-Museum durch die Bezeichnung Kunstgewerbe-Museums der Provinz Schleswig-Holstein eine spezielle programmatische Ergänzung erhielt. Aus dieser Festlegung ergab sich für das erweiterte Museum sodann eine Anordnung der Sammlungen nach Stilperioden (Period Rooms).